# Vasilis Lambrou
Vasilis Lambrou (griechisch Βασίλης Λάμπρου, auch Basil L.) war Oberinspektor der griechischen Militärpolizei (Ελληνική Στρατιωτική Αστυνομία, ΕΣΑ), de facto Sicherheitsdienst der Griechischen Junta (1967–1974), und einer der bekanntesten Folterer des Systems.
Wenn eine nächtliche Verhaftung vorgesehen war, machte er sich auf den Weg, meistens in Begleitung seiner Gehilfen Evangelos Mallios (Ευάγγελος Μάλλιος) und Karapanagiotis (Καραπαναγιώτης).
Bekannt wurde ein Zitat aus einer Rede von ihm vor mehreren hundert politischen Gefangenen, denen er die Zwecklosigkeit ihres Widerstands vermitteln wollte:

„Wenn Sie glauben, dass sie irgendetwas tun können, machen sie sich allenfalls lächerlich.
Die Welt ist in zwei Hälften geteilt. Es gibt die Kommunisten und die freie Welt.
Die Russen und die Amerikaner, sonst nichts. Und was sind wir? Amerikaner. Hinter mir steht die Regierung, hinter der Regierung steht die NATO, hinter der NATO stehen die USA. Ihr könnt nicht gegen uns kämpfen, wir sind Amerikaner.“

Im Verlauf ihrer Untersuchung wollten die von der europäischen Kommission für Menschenrechte Beauftragten Polizisten und Militärs anhören, die von den gefolterten Häftlingen am häufigsten genannt wurden. Die meisten von ihnen gaben Erklärungen ab, die die Sache der Obristen in verheerender Weise bloßstellte: Sie verloren die Selbstbeherrschung, beschimpften die politischen Gefangenen, behaupteten, dass dieser oder jener Häftling nichts als ein dreckiger Simulant sei, der auf Befehl der Kommunistischen Partei handle und sich selbst verstümmelt habe, um den Anschein zu erwecken, dass die „ehrenhaften griechischen Polizisten“ Wilde seien. Aber in Hauptmann Basil Lambrou hatten die Mitglieder dieser Kommission einen anderen Mann vor sich. Elegant, höflich, lächelnd, Nerven und Gefühle beherrschend, eloquent, ohne Fachausdrücke zu benutzen, war er der vollkommene Schauspieler. Er hatte versucht, eine „plausible“ Erklärung glaubwürdig zu machen: dass nämlich unvermeidliche Fehler in der Polizei eines jeden Landes vorkommen, und er wies dabei noch auf die „besonderen Umstände“ in Griechenland hin.